# Guylain Nyembo Mbwizya
Guylain Nyembo Mbwizya, né le 1er mai 1972 à Kinshasa, est un homme politique congolais. Originaire du Tanganyika dans la province du Tanganyika, il est vice-Premier ministre, ministre du Plan de la République démocratique du Congo, poste auquel il est nommé dans le cadre du gouvernement Suminwa en mai 2024.

## Études
Il a étudié à l'Université de Mons-Hainaut (Belgique), Titulaire d'une Licence en Économie et Gestion .

## Carrière politique
- nommé, le 26 janvier 2021 Directeur de Cabinet du Chef de l'Etat [2].